# Vantage Master
Vantage Master (ヴァンテージ・マスター, Vantēji Masutā) est un jeu vidéo de rôle tactique développé et édité par Nihon Falcom Corporation. Le jeu est sorti le 12 décembre 1997 au Japon, mais il n'a été jamais sorti dans l'Occident. Une suite, Vantage Master V2, est sortie l'année suivante et une autre, VM Japan, est sortie en 2002. Depuis 2002, on peut télécharger gratuitement la version anglaise de Vantage Master V2, qui est intitulée Vantage Master Online, sur le site web de Falcom.

## Système de jeu
Vantage Master décrit la bataille entre les invocateurs appelés Natial masters ou masters qui peuvent invoquer les esprits appelés Natials. Le but du jeu est de vaincre le master adverse sur la carte hexagonale.

## Modes de jeu

### Scenario Mode
On commence avec 4 Natials et avance contre les masters adverses. Il y a 30 étapes en tout.

### Expert Mode
C'est le mode plus difficile que Scenario Mode. On commence avec tous les Natials et magies. Il y a 8 étapes.

### Free Battle
On peut choisir les masters, les Natials, la carte et les joueurs (humain ou IA) dans ce mode.

### Network Battle (Vantage Master V2 seulement)
On peut joueur en multijoueur par internet ou en réseau local.

## Masters
- Fighter
- Duke
- Swordsman
- Knight
- Paladin
- Shadow
- Ranger
- Savage
- Thief
- Bard
- Sister
- Sorcerer
- Witch
- Monk
- Spirit
- Beast
- Nightmare
- Fräulein
- Magician
- Fugitive
- Bounty Hunter
- Monster
- Pilgrims
- Shaman of the Dawn
- Adventurer
- Goddesses
- Rare Beast

## Natials

### Natials de la terre
- Fa-Rancell
- Da-Colm
- Ae-Ferrion
- Gia-Bro
- D-Alma
- Ba-Mado

### Natials de l'eau
- Reque
- Neptjunoue
- Tarbss
- Zamilpen
- Marme
- Tentarch

### Natials du feu
- Hepitus
- Oonevievle
- Blexe
- Dullmdaler
- Zenosblead
- Greon

### Natials du ciel
- Pelitt
- Currier-Bell
- Amoltamiss
- Guene-Foss
- Fifenall
- Regna-Croxe

## Vantage Master Portable
Falcom a annoncé le développement de Vantage Master Portable pour la PSP le 20 décembre 2007.